# The Highlanders
Gli Highlanders, noti anche come Scottish Highlanders, sono stati un tag team di wrestling attivo nella World Wrestling Entertainment tra il 2006 e il 2008, composto dagli scozzesi Robbie McAllister e Rory McAllister.

## Storia
Gli Highlanders debuttarono come babyface durante la puntata di Raw del 3 luglio 2006, sconfiggendo il tag team formato da Matt Striker e Rob Conway. Dopo una serie di vittorie furono contrapposti alla Spirit Squad (Johnny, Kenny, Mikey, Mitch e Nicky), all'epoca detentrice dei World Tag Team Championship, ma furono sconfitti due volte da Kenny e Mikey a causa dell'intervento degli altri membri del gruppo. Il 5 novembre, a Cyber Sunday, parteciparono ad un Texas Tornado Tag Team match che includeva anche Charlie Haas, Viscera, Lance Cade, Trevor Murdoch e i Cryme Tyme (JTG e Shad Gaspard), ma l'incontro venne vinto da questi ultimi; in seguito iniziarono una breve faida con Cade e Murdoch che si concluse vittoriosamente in un match dedicato a Roddy Piper.
Il 7 gennaio 2007, a New Year's Revolution, parteciparono ad un Tag Team Turmoil match che comprendeva anche il World's Greatest Tag Team (Charlie Haas e Shelton Benjamin), Jim Duggan, Super Crazy, Lance Cade, Trevor Murdoch e i Cryme Time (JTG e Shad Gaspard), ma l'incontro fu vinto da questi ultimi. Nella puntata di Raw del 24 settembre attaccarono Paul London e Brian Kendrick durante un match contro Lance Cade e Trevor Murdoch, effettuando quindi un turn-heel.; tuttavia persero diversi incontri nei mesi successivi.
Nel febbraio del 2008 Rory McAllister venne costretto a fermarsi a causa di un infortunio al pettorale; Robbie combatté quindi in singolo, soprattutto a Heat. Dopo il ritorno di Rory, gli Highlanders furono sconfitti da John Morrison e The Miz, in quel momento detentori dei WWE Tag Team Championship.
Il 15 agosto 2008 Robbie e Rory McAllister vennero licenziati dalla WWE.

## Nel wrestling

### Mosse finali
- Double fireman's carry flapjack
- Double slingshot inverted suplex

### Musiche d'ingresso
- Gorse di Jim Johnston

## Riconoscimenti
- Pro Wrestling Illustrated
  - 168° tra i 500 migliori wrestler singoli nella PWI 500 (2006) – Robbie McAllister
  - 176° tra i 500 migliori wrestler singoli nella PWI 500 (2006) – Rory McAllister